# هورمون
هورمون (به انگلیسی: hormone) ماده‌ای شیمیایی (پروتئینی و استروئیدی) است که به مقدار بسیار کم از غدد درون‌ریز بدن یا برخی سلول‌ها ترشح می‌شود و به صورت اندام هدف روی سلول‌های خاصی تأثیر می‌گذارد و عمل یا اعمال را تنظیم می‌کند. مقدار هورمون‌ها توسط ارتباطات پیچیده اعضای دستگاه درون‌ریز با هم و با دستگاه عصبی تنظیم می‌شود. ازآنجاکه هیپوفیز (غده زیرمغزی) بر روی فعالیت همه غده‌ها نظارت دارد و خود هیپوفیز توسط هیپوتالاموس کنترل می‌گردد میزان ترشحات هورمون‌ها تنظیم می‌شود و این‌گونه دستگاه عصبی با دستگاه هورمونی ارتباط پیدا می‌کند.
هورمون‌ها مواد شیمیایی پیام‌رسانی هستند که در طول فرگشت موجودات زنده برای هماهنگ‌کردن کارکرد اندام‌ها و سلول‌های مختلف پدید آمده‌اند. در جانداران ابتدایی، پیام‌رسانی بیشتر از طریق مولکول‌های ساده‌ای انجام می‌شد که میان سلول‌ها جابه‌جا می‌شدند. به مرور زمان و با پیچیده‌تر شدن بدن موجودات، نیاز به سامانه‌ای دقیق‌تر برای هماهنگی به وجود آمد. اینجا بود که هورمون‌ها به‌عنوان ابزار ارتباطی میان یاخته‌ها و بافت‌های دور از هم تکامل پیدا کردند.
وجود هورمون‌ها باعث شد بدن بتواند واکنش‌های بلندمدت‌تری را تنظیم کند؛ مثل رشد، تولیدمثل، تنظیم قند خون یا واکنش به استرس. به همین دلیل، هورمون‌ها یک مزیت فرگشتی بزرگ بودند، چون جانداران دارای این سامانه توانستند بهتر خود را با محیط سازگار کنند. برای نمونه، آدرنالین و هورمون‌های مشابه به مهره‌داران کمک کردند در موقعیت‌های خطرناک واکنش سریع نشان دهند، در حالی که هورمون‌های رشد و جنسی امکان تکامل بدن‌های پیچیده و تولیدمثل موفق را فراهم کردند.
بنابراین، هورمون‌ها نتیجهٔ نیاز فرگشتی به یک «زبان شیمیایی درونی» هستند تا سلول‌ها و اندام‌های مختلف یک بدن بتوانند با هم هماهنگ عمل کنند و بقای موجود زنده افزایش یابد.

## دید کلی
هورمون‌ها (از واژه یونانی ὁρμῶν به معنای «به حرکت درآوردن») گروهی از مولکول‌های پیام‌رسان در موجودات چندسلولی هستند که از طریق فرآیندهای زیستی پیچیده به اندام‌ها یا بافت‌های دوردست ارسال می‌شوند تا فیزیولوژی و رفتار را تنظیم کنند. هورمون‌ها برای رشد صحیح حیوانات، گیاهان و قارچ‌ها ضروری هستند. با توجه به تعریف گسترده هورمون به‌عنوان یک مولکول پیام‌رسان که اثرات خود را دور از محل تولید اعمال می‌کند، انواع مختلفی از مولکول‌ها می‌توانند به‌عنوان هورمون شناخته شوند. این مواد شامل ایکوزانوئیدها (مانند پروستاگلاندین‌ها و ترومبوکسان‌ها)، استروئیدها (مانند استروژن و براسینواستروئید)، مشتقات آمینو اسیدها (مانند اپی‌نفرین و اکسین)، پروتئین‌ها یا پپتیدها (مانند انسولین و پپتیدهای CLE)، و گازها (مانند اتیلن و نیتریک اکسید) می‌شوند.
هورمون‌ها برای برقراری ارتباط بین اندام‌ها و بافت‌ها مورد استفاده قرار می‌گیرند. در مهره‌داران، هورمون‌ها مسئول تنظیم طیف وسیعی از فرایندها از جمله فرآیندهای فیزیولوژیکی و فعالیت‌های رفتاری مانند هضم، متابولیسم، تنفس، ادراک حسی، خواب، دفع، شیردهی، مدیریت استرس، رشد و نمو، حرکت، تولیدمثل و تنظیم حالت روحی هستند. در گیاهان، هورمون‌ها تقریباً همه جنبه‌های رشد و توسعه، از جوانه‌زنی تا پیری، را تنظیم می‌کنند.
هورمون‌ها با اتصال به گیرنده‌های خاص در سلول‌های هدف بر سلول‌های دوردست تأثیر می‌گذارند. این اتصال معمولاً منجر به فعال‌سازی مسیر انتقال سیگنال می‌شود که اغلب بیان ژن‌ها را افزایش داده و تولید پروتئین‌های هدف را تقویت می‌کند. برخی هورمون‌ها از مسیرهای غیرژنومی نیز عمل می‌کنند که با اثرات ژنومی هماهنگ می‌شوند. هورمون‌های محلول در آب (مانند پپتیدها و آمین‌ها) معمولاً بر سطح سلول‌های هدف از طریق پیام‌رسان‌های ثانویه اثر می‌گذارند، در حالی که هورمون‌های محلول در چربی (مانند استروئیدها) از غشای سلولی عبور کرده و در هسته سلول عمل می‌کنند. برای مثال، براسینواستروئیدها که نوعی استروئیدهای پلی‌هیدروکسی هستند، ممکن است به‌عنوان دارویی ضدسرطان برای تومورهای وابسته به هورمون مورد استفاده قرار گیرند.
در مهره‌داران، غدد درون‌ریز اندام‌های ویژه‌ای هستند که هورمون‌ها را به سیستم سیگنال‌دهی درون‌ریز ترشح می‌کنند. ترشح هورمون‌ها در پاسخ به سیگنال‌های بیوشیمیایی خاص صورت می‌گیرد و اغلب تحت تأثیر تنظیم بازخورد منفی قرار دارد. برای مثال، قند خون بالا باعث تحریک تولید انسولین می‌شود و انسولین با کاهش سطح قند خون به حفظ هموستاز کمک می‌کند. هورمون‌های محلول در آب از طریق سیستم گردش خون به‌راحتی منتقل می‌شوند، در حالی که هورمون‌های محلول در چربی باید به گلیکوپروتئین‌های ناقل پلاسما متصل شوند تا به شکل کمپلکس عمل کنند.
گیاهان فاقد اندام‌های خاصی برای ترشح هورمون‌ها هستند، اما تولید هورمون‌ها به صورت مکانی پراکنده است. به عنوان مثال، هورمون اکسین عمدتاً در نوک برگ‌های جوان و مریستم رأسی تولید می‌شود. نبود غدد تخصصی در گیاهان به این معناست که مکان اصلی تولید هورمون ممکن است در طول عمر گیاه تغییر کند و محل تولید به سن و محیط گیاه وابسته باشد.

## کشف نقش هورمون‌ها

### کشف نقش هورمون‌ها توسط برتولد (۱۸۴۹)
آرنولد آدولف برتولد، فیزیولوژیست و جانورشناس آلمانی، در سال ۱۸۴۹ سؤالی دربارهٔ عملکرد بیضه‌ها داشت. او متوجه شد که خروس‌هایی که بیضه‌هایشان برداشته شده بود، رفتارهای جنسی مشابه خروس‌های سالم نداشتند. برتولد آزمایشی بر روی خروس‌های نر انجام داد. او مشاهده کرد خروس‌هایی که بیضه‌هایشان دست‌نخورده باقی مانده بود، دارای تاج و غبغب طبیعی، صدای معمولی، و رفتارهای جنسی و تهاجمی عادی بودند. اما خروس‌هایی که بیضه‌هایشان برداشته شده بود، کاهش اندازه در تاج و غبغب، صدای ضعیف، عدم جذب جنسی به ماده‌ها و رفتار غیرتهاجمی داشتند. او سپس آزمایش‌های بیشتری انجام داد و دریافت که عملکرد بیضه‌ها به محل یا عوامل ژنتیکی وابسته نیست، بلکه ماده‌ای شیمیایی از بیضه‌ها ترشح می‌شود که این رفتارها را تنظیم می‌کند. بعدها مشخص شد که این ماده هورمون تستوسترون است.

### کشف تأثیر نور بر رشد گیاهان توسط چارلز و فرانسیس داروین (۱۸۸۰)
چارلز داروین و پسرش فرانسیس، در دهه ۱۸۷۰ تحقیقات گسترده‌ای دربارهٔ حرکت گیاهان به سمت نور انجام دادند. آن‌ها نشان دادند که نور در نوک ساقه‌های جوان (کولئوپتیل) درک می‌شود، اما خمیدگی در بخش‌های پایین‌تر ساقه رخ می‌دهد. آن‌ها فرض کردند که ماده‌ای انتقال‌پذیر جهت نور را از نوک ساقه به پایین منتقل می‌کند. اگرچه این ایده ابتدا توسط سایر دانشمندان گیاه‌شناسی رد شد، اما بعدها تحقیقات آن‌ها به کشف نخستین هورمون گیاهی منجر شد. در دهه ۱۹۲۰، دانشمندانی مانند فریتس وانت و نیکولای چلودنی اثبات کردند که تجمع غیرمتقارن یک هورمون رشد باعث این خمیدگی می‌شود. این هورمون در سال ۱۹۳۳ با نام «آکسین» شناخته شد.

### کشف اثرات آدرنالین توسط اولیور و شیفر (۱۸۹۴)
جورج اولیور، پزشک بریتانیایی، و ادوارد آلبرت شیفر، فیزیولوژیست، در سال ۱۸۹۴ دربارهٔ اثرات فیزیولوژیکی عصاره غدد فوق کلیوی تحقیق کردند. آن‌ها در گزارش‌های اولیه خود تأثیر این عصاره بر بدن را منتشر کردند و بعدها مشخص شد که ماده موجود در این عصاره، آدرنالین، نخستین هورمون شناخته‌شده است. اگرچه نام «هورمون» بعدها توسط استارلینگ ابداع شد، اما این کشف نخستین قدم در شناسایی هورمون‌ها بود.

### کشف سکرتین توسط بیلیس و استارلینگ (۱۹۰۲)
در سال ۱۹۰۲ ویلیام بیلیس و ارنست استارلینگ؛ به‌ترتیب فیزیولوژیست و زیست‌شناس، برای بررسی این که ببینند آیا سیستم عصبی بر سیستم گوارشی تأثیرگذار است یا نه، تحقیقات خود را آغاز کردند. آنها می‌دانستند که لوزالمعده در ترشح مایعات گوارشی پس از عبور غذا از معده به روده‌ها نقش دارد. آنها پذیرفتند این باید در نتیجهٔ اثرگذاری سیستم عصبی باشد. آن‌ها کشف کردند که ماده‌ای از روده به جریان خون ترشح می‌شود که پانکراس را برای ترشح تحریک می‌کند. این ماده «سکرتین» نام گرفت و به‌عنوان یکی از نخستین هورمون‌ها شناخته شد.

### تأثیر کشفیات اولیه بر علوم زیست‌شناسی و پزشکی
کشفیات اولیه در زمینه هورمون‌ها توسط دانشمندانی مانند برتولد، داروین، اولیور، شیفر، بیلیس و استارلینگ تأثیر عمیقی بر علوم زیست‌شناسی و پزشکی گذاشت. این تحقیقات نه‌تنها به درک بهتر ما از نقش هورمون‌ها در بدن انسان و گیاهان کمک کرد، بلکه راه را برای پیشرفت‌های بعدی در درمان بیماری‌های مرتبط با سیستم‌های هورمونی هموار ساخت. این کشفیات نشان داد که عوامل شیمیایی می‌توانند فرایندهای فیزیولوژیکی را تنظیم کنند و به همین دلیل مبنای مطالعات و فناوری‌های نوین پزشکی قرار گرفتند.

## اندام هدف
اندام هدف عبارت است از مجموعه خاصی از سلول‌های حساس به یک هورمون. (به عبارت دیگر هورمون ترشح شده فقط فعالیت آن سلول را کنترل می‌کند)

## طبقه‌بندی هورمون‌ها
به روش‌های مختلفی می‌توان هورمونها را تقسیم‌بندی کرد بر اساس ساختار، اندام تولیدکننده یا محل ترشح
- بر اساس ساختار مولکولی در بدن انسان چهار نوع کلی هورمون وجود دارد: ۱.هورمون‌های استروییدی مانند هورمون تستسترون ۲. آمینو اسیدی ۳. هورمون‌هایی که از اسیدهای چرب مشتق می‌شوند ۴. هورمون‌های پپتیدی.
- گیرنده‌های هورمون‌های آمینو اسیدی در روی سلول‌های هدف قرار دارند. گیرنده‌های هورمون‌های استروییدی در درون سیتوپلاسم یا درون هسته قرار دارند.
- بر اساس اندام تولیدکننده هورمون در بدن انسان مانند: هورمون‌های هیپوفیزی، هورمون‌های تیروئیدی، هورمون‌های غدد فوق کلیوی، هورمون‌های جنسی و …
- براساس محل ترشح: غدد درون ریز مانند هیپوفیز، هیپوتالاموس و تیروئید، فوق کلیه، معده، دوازدهه (ابتدای روده باریک)، اپی فیز، کبد، تخمدان‌ها در زنان. غدد برون ریز مانند غدد بزاقی، اشکی، پستان (درزنان) و پانکراس، کبد و بیضه‌ها (در مردان).

### هورمون‌های استروییدی
این هورمون‌ها دارای هسته‌ای هستند که از کلسترول مشتق می‌شوند. هورمون‌های قشر فوق کلیه (کورتیزول و آلدوسترون)، هورمون‌های تخمدان‌ها (استروژن و پروژسترون)، هورمون بیضه‌ها (تستوسترون) و هورمون جفت(استروژن و پروژسترون). به‌طور کلی هورمون‌های غدد تولید مثل و متابولیت‌های فعال ویتامین D جزء این دسته‌اند.

### هورمون‌های پپتیدی
هورمون‌هایی که بین سه تا ۱۹۹ آمینو اسید دارند در این گروه قرار می‌گیرند مثل هورمون رشد، انسولین، هورمون ضد ادراری. این هورمون‌ها می‌توانند پپتید ساده باشند مانند انسولین یا گلیکوپپتید مانند FSH و LH
هورمون‌هایی که فقط از یک اسیدآمینه (مشتقات اسیدآمینه تیروزین) تشکیل یافته‌اند که شامل هورمون‌های تیروییدی و کاتکول آمینها می‌باشند برخی از قسمت مرکزی غده فوق کلیوی ترشح می‌شوند. کاتکول آمین‌ها عبارتند از دوپامین، آدرنالین و نورآدرنالین.

### هورمون‌های پروستانوئیدی
این گروه تحت عنوان پروستاگلاندین‌ها شناخته می‌شوند و از اسیدهای چرب غیراشباع ساخته می‌شوند. در برخی تقسیم‌بندی‌ها این گروه را از هورمون‌ها مجزا می‌نمایند.

## تعدادی از هورمون‌ها
معروفترین هورمون‌های بدن عبارتند از هورمون کاهنده قند خون(انسولین)، هورمون افزاینده قند خون(گلوکاگون)، هورمون رشد (سوماتوتروپین)، هورمون‌های تیروئید، پاراتورمون، کلسی تونین، کورتیزول، هورمون‌های جنسی (مانند تستوسترون، استروژن و پروژسترون)، آلدوسترون، آنژیوتانسین، هورمون ضد ادراری، اکسی توسین، پرولاکتین، گاسترین و…

## گیرنده‌های هورمون‌ها
اولین مرحله برای شروع اثر هورمون، اتصال به گیرنده‌های اختصاصی در سلول هدف است. سلول‌هایی که چنین گیرنده‌هایی ندارند به هورمون پاسخ نمی‌دهند به همین دلیل است که هورمون‌ها اختصاصی عمل می‌کنند. گیرنده‌های هورمون‌ها در غشاء سلول هدف، در سیتوپلاسم یا در هسته قرار دارند. پس از اتصال هورمون به گیرنده خود، معمولاً زنجیره‌ای از واکنش‌ها درسلول آغاز می‌شود که هر مرحله آن، از مرحله قبلی قوی تر است. در نتیجه مقدار بسیار کمی از هورمون می‌تواند تأثیر بسزایی در سلول‌های متعدد داشته باشد.
موقعیت انواع گیرنده‌های هورمونی عبارت است از:
گیرنده در سطح یا غشاء سلولی: این نوع گیرنده‌ها مخصوص هورمون‌های پپتیدی و کاتکول آمین‌ها هستند.
گیرنده در داخل سیتوپلاسم: گیرنده‌های مربوط به هورمون‌های استروئیدی اغلب در سیتوپلاسم قرار دارند.
گیرنده در داخل هسته: گیرنده‌های مربوط به هورمون‌های تیروئید در هسته قرار دارند.
البته این را هم باید بدانیم که تعداد گیرنده‌ها و نیز حساسیت آن‌ها به هورمون نیز بسیار مهم است. برخی از هورمون‌ها موجب افزایش و برخی سبب کاهش تعداد گیرنده می‌شوند.

## غلظت خونی
اکثر هورمون‌ها در مقادیر بسیار کم ترشح می‌شوند لذا غلظت هورمون‌ها در خون از یک پیکوگرم در میلی لیتر تا چند میکروگرم در میلی لیتر متغیر است.
بعضی از هورمون‌ها به صورت موضعی اثر می‌کنند ولی مهم‌ترین راه انتقال هورمون‌های درونریز وقتیکه اندام هدف از محل ترشح فاصله دارد گردش خون است. حمل و نقل هورمون‌ها در خون به دو صورت محلول در آب و اتصال به پروتئین‌های خون می‌باشد. هورمون‌های پپتیدی و کاتکول آمین‌ها به راحتی در آب حل شده و به محل هدف خود منتقل می‌شوند؛ ولی هورمون‌های استروئیدی و تیروئیدی در حالت متصل به پروتئین‌های پلاسما در خون جابه‌جا می‌شوند.
غلظت یک هورمون در خون، به سرعت ترشح هورمون به خون و سرعت برداشت هورمون از خون (پاک سازی) وابسته است. گاه برداشت، هم توسط اندام هدف و هم توسط اندام‌های تصفیه‌کننده مانند کبد و کلیه صورت می‌گیرد.

## تنظیم ترشح
از این که یک محرک هورمون را آزاد می‌کند، شرایط یا فراورده‌های حاصل از هورمون ادامه آزادسازی آن را مهار می‌کنند؛ یعنی هورمون با ایجاد یک اثر منفی (فیدبک منفی) از ترشح بیش از حد هورمون یا فعالیت بیش از حد بافت هدف پیشگیری می‌کند.
در اغلب موارد میزان فعالیت بافت هدف تعیین‌کننده تنظیم هورمون است؛ بنابراین زمانی که فعالیت بافت هدف از یک سطح مناسب بیشتر شود، پیام فیدبکی را به غده درون ریز می‌فرستد تا ترشح هورمون را کاهش دهد؛ مثلاً کاهش سطح کلسیم خون موجب ترشح هورمون پاراتیروئید و افزایش آن موجب کاهش ترشح این هورمون می‌شود. گاه این پیام فیدبکی دو مرحله‌ای است مثلاً افزایش هورمون تیروئید موجب اثر بر هورمون هیپوتالاموس (هورمون آزادکننده تیروتروپین) و اثر نهایی بر هیپوفیز (هورمون TSH) می‌شود.
در برخی مواقع نیز تأثیر بیولوژیک هورمون به افزایش ترشح هورمون می‌انجامد که به نام فیدبک مثبت موسوم است مثلاً تأثیر جسم زرد بر ترشح پروژسترون.

## نشانه‌های عدم تعادل هورمونی در بدن خانم‌ها
- عدم تعادل هورمون‌ها موجب عصبانیت، افسردگی و تغییر حالات می‌شود، خانم‌ها پیش از قاعدگی و در دوران قاعدگی این حالات را تجربه می‌کنند و ممکن است سطح استروژن پایین باشد.
- علت مشکلات خواب قبل از دورهٔ ماهیانه چیست؟ به علت سطح بالای پروژسترون است این تغیرات هورمونی باعث اختلال خواب می‌شود.
- کورتیزول، هورمون استرس موجب اختلال سیستم گوارشی می‌شود. نفخ شکم، درد، نامنظم کار کردن شکم می‌تواند از علائم استرس باشد.
- برخی از خانم‌ها وقتی عدم تعادل هورمون دارند تعرق زیادی را تجربه می‌کنند چون هورمون‌ها دمای بدن را تنظیم می‌کنند.
- سر دردها در دوران قاعدگی یکی از نشانه‌های عدم تعادل هورمون‌ها است، اگر سر درد به دلیل عدم تعادل هورمون‌ها باشد در صورت به تعادل رسیدن هورمون سردرد تسکین می‌یابد.
- احساس خستگی بدون دلیل خاص، نشانه عدم تعادل هورمون تیرویید به نام تیروکسین است.
- اگر گیجی و حواس‌پرتی را قبل از دوره ماهیانه تجربه می‌کنید به دلیل نوسان هورمان‌ها است.
- برخی اوقات جوش و آکنه قبل از دوره ماهیانه به دلیل عدم تعادل هورمون‌ها است.
- هورمون اشتها را کنترل می‌کند. هورمون گرلین و لیپتین مسئول گرسنگی هستند و احساس گرسنگی در نتیجهٔ عدم تعادل هورمون‌ها است.
- تعرق شبانه که در طول قاعدگی اتفاق می‌افتد و باعث بی‌خوابی و افسردگی می‌شود نیز به علت عدم تعادل هورمون‌ها است و در برخی خانم‌ها تغییرات هورمون منجر به آویزانی سینه‌ها می‌شود.
- استروژن بالا می‌تواند: خلق پایین و اضطراب _ خستگی _ افزایش وزن مانند کمر و دور پهلوها _ سندرم پیش از قاعدگی سخت‌تر از همیشه _ فیبروم رحمی _ خشک شدن واژن _ فیبروکیستیک سینه را به همراه داشته باشد.